# گفت‌وگو با بهرام بیضایی
گفت‌وگو با بهرام بیضایی کتابی است که به کوششِ زاون قوکاسیان از گفتگوهای سال‌های ۱۳۶۵ و ۱۳۶۷اَش با بهرام بیضایی فراهم و به سالِ ۱۳۷۱ منتشر شد. این مفصّل‌ترین گفتگوی بیضایی است که به صورتِ مکتوب منتشر شده است، و نخستین کتابِ گفتگوهایش.

## متن
متنِ کتاب از گفتگوهای سال‌های ۱۳۶۵ و ۱۳۶۷ قوکاسیان با بیضایی در خانهٔ بیضایی در تهران فراهم شده است. این گفتگوها را بیضایی در ۱۳۶۷ در سوئد «بازبینی و فشرده» کرد. کتاب در زمستانِ ۱۳۷۱ به وسیلهٔ انتشاراتِ آگاه منتشر شد.
بخش‌هایی از این گفتگو دوباره هم منتشر شده است؛ مثلاً:
- «پالایش آیین‌ها». صنعت سینما (۳۲): ۵۶–۶۱. اسفند ۱۳۸۳.
- «نگهبانِ عشق و باروری». صنعت سینما (۷۹): ۱۲۲–۱۲۶. بهمن ۱۳۸۷.
- «ترس از گذر زمان». صنعت سینما (۸۰): ۱۱۰–۱۱۲. اسفند ۱۳۸۷.
- «آتش و خاک». صنعت سینما (۹۲): ۸۶–۹۱. اسفند ۱۳۸۸.
- «تاریخ را پیروزشدگان می‌نویسند». صنعت سینما (۱۱۶): ۸۰-۸۳. اسفند ۱۳۹۰.

چند سال پس از انتشارِ این کتاب، مسلم منصوری پاره‌ای پیش‌تر منتشرنشده از گفتگوهای بیضایی با قوکاسیان را در کتابِ سینما و ادبیات: چهارده گفتگو (۱۳۷۷) آورد.
اخباری از سانسورِ گفت‌وگو با بهرام بیضایی در سالِ ۱۳۷۵ هست: وزارتِ فرهنگ و ارشاد اسلامی به شرطِ دَه تغییر در متن جوازِ انتشارش را می‌داده است؛ ولی کتاب در این سال تجدیدِ چاپ نشد. (در ۱۳۷۸ شد.) پنج پاره از گفته‌های بیضایی در این کتاب که سانسورچیانِ ۱۳۷۵ اجازهٔ انتشارش را ندادند در کتابِ ممیزی کتاب: پژوهشی در ۱۴۰۰ سند ممیزی کتاب در سال ۱۳۷۵ (۱۳۸۰) آمده است.

## موضوع
موضوعِ اصلیِ گفتگو «آثار نمایشی و سینمایی بیضایی» است. سخن از کودکیِ بیضایی آغاز می‌شود، از خانواده‌اش می‌گوید، از گرایشش به سینما و تئاتر، و سپس بیشترِ گفتگو به تجزیه و تحلیلِ فیلم‌های بیضایی می‌گذرد.

## در نظرِ دیگران
ناقدانی این کتاب را بسیار ستوده‌اند، از مصطفی جلالی فخر که آن را «فراتر از خاطره و تاریخ» گفته تا تهماسب صلح‌جو که «پر و پیمان» وصفش کرده و وحید علیرضائی که برای شناختِ بیضایی «مفید»ش شناخته است.

## فیلم
صدا یا فیلمی از این گفتگوی قوکاسیان و بیضایی منتشر نشده؛ ولی پاره‌هایی از گفته‌های بیضایی در این کتاب در فیلمِ اعتراضِ بهرام بیضایی (۱۳۹۹) اجرا شده است.